# ماكسين غريني
ماكسين غريني (بالإنجليزية: Maxine Greene) هي فيلسوفة أمريكية، ولدت في 22 ديسمبر 1917 في بروكلين في الولايات المتحدة، وتوفيت في 29 مايو 2014 في مانهاتن في الولايات المتحدة.